# André Watts
André Watts (Norimberga, 20 giugno 1946 – Bloomington, 12 luglio 2023) è stato un pianista statunitense.

## Biografia
Di madre ungherese e padre afro-statunitense, dopo gli studi di musica compiuti a Filadelfia e l'esperienza avuta suonando nella Philadelphia Orchestra, ricevette un più vasto pubblico debuttando nel 1963 in un concerto teletrasmesso sulle reti nazionali statunitensi con la New York Philharmonic.
Il suo primo tour mondiale avvenne nel 1967.
A Salisburgo eseguì nel 1976, 1980 e 1985 un recital, nel 1986 il Concerto per pianoforte e orchestra n. 2 (Liszt) con i Wiener Philharmoniker diretto da Riccardo Chailly e nel 1987 di nuovo un recital.
Nel 1976 suonò nel primo concerto televisivo nell'Opera Television Theater della NBC di New York.
Al Teatro alla Scala di Milano nel 1985 intervenne in un concerto con musiche di Franz Liszt.
Watts eseguì soprattutto musica Ottocentesca e ricevette importanti riconoscimenti tra cui - nel 1964 - il Premio Grammy come miglior nuovo artista di musica classica.